# Kampania przeciwko prawicowcom
Kampania przeciwko prawicowcom – wielka kampania polityczna przeprowadzona z inicjatywy Mao Zedonga w Chińskiej Republice Ludowej w latach 1957–1958 jako reakcja na masową krytykę partii podczas kampanii stu kwiatów.
Ofiarami kampanii padło około 550 tysięcy osób, głównie z kręgu inteligencji, ale niejednokrotnie także uznanych za nieprawomyślnych członków KPCh. Osoby uznane za "prawicowców" usuwano ze stanowisk, poddawano reedukacji przez pracę, a potem na długie lata uniemożliwiano im wykonywania zawodu. Wszelka krytyka władzy została zakazana. Ofiarami kampanii padli m.in. ekonomista Ma Yinchu, pisarka Ding Ling oraz pisarz Zhang Xianliang.
Po 1979 roku 99% ofiar kampanii zostało zrehabilitowanych.